# Paraconotrochus antarctica
Paraconotrochus antarctica är en korallart som först beskrevs av Gardiner 1929.  Paraconotrochus antarctica ingår i släktet Paraconotrochus och familjen Caryophylliidae.
Artens utbredningsområde är Södra Ishavet. Inga underarter finns listade i Catalogue of Life.